# Capasa callopistes
Capasa callopistes är en fjärilsart som beskrevs av Louis Beethoven Prout 1932. Capasa callopistes ingår i släktet Capasa och familjen mätare. Inga underarter finns listade i Catalogue of Life.